# Marija Belošević
Marija Belošević (Zagreb, 1965.) je hrvatska antologičarka, esperantistica, novinarka i prevoditeljica.
Predstavnica je za Hrvatsku Međunarodne udruge katolika esperantista (Internacia Katolika Unuiĝo Esperantista).

## Djela
Urednica je antologije Pjesništvo gradišćanskih Hrvata = Poemaro de Burglandaj Kroatoj, zajedno s urednikom Đurom Vidmarovićem i antologije Pjesništvo Hrvata u Mađarskoj = Poemaro de kroatoj en Hungario, zajedno s urednicima Đurom Vidmarovićem i Mijom Karagićem.
Urednica je knjige fra Šimuna Šite Ćorića Nije sve što oči vide, u izdanju Hrvatskog esperantskog saveza.

## Nagrade
Dobitnica je nagrade Informativne katoličke agencije "Posvećeni život" koju se dodjeljuje za najbolja novinarska dostignuća koja na vjerodostojan način prikazuju život i djelovanje redovničkih osoba i zajednica 2010. godine.